# Весталка
Весталките (на латински: virgines Vestales; sg. virgo Vestalis) са жрици на богинята Веста и едно от най-могъщите и властни съсловия в Древен Рим. 

## Служба като весталка
В храма на богинята имало шест весталки, чиито главни задължения се състояли в поддържането на свещения огън. В Древен Рим те заемали почетно положение – техните показания в съда имали решаващо значение. Обида отправена към весталка се наказвала със смърт, а ако тя срещала престъпник, осъден на смърт, екзекуцията се отменяла.
Подборът на кандидатките за весталка бил много строг: от патрицианските семейства по жребий се излъчвали 20 девойки на възраст от 6 до 10 години без физически недъзи. След това pontifex maximus избирал от тях 6, които постъпвали за десет години на обучение при старшите весталки. След посвещаването и принасянето в жертва на отрязаните си коси, момичетата били обличани в бели дрехи и към името им добавяли „Амата“. После 10 години жриците изпълнявали служба в храма. Следващите 10 години те обучавали новите млади весталки, след което /след 30 години в храма/ могли най-накрая да се завърнат в родния си дом и да се омъжат.
Най-голямото провинение на една весталка било загуба на целомъдрието – това се считало за осквернение на светостта на храма на Веста: виновната весталка била заравяна жива в земята. Друго провинение било загасването на свещения огън, което било тълкувано като лоша поличба за града – тогава провинилата се жрица била бичувана от понтифекса.

## Галерия
- Главна весталка, скулптура
- Весталка в изображение от 19 век от Фредерик Лейтън
- Руини на Къщата на Весталките в Римския форум

## Известни весталки
- Аквлия Севера, за която се жени император Елагабал след скандал. Според Дион Касий заради сватбата си, която погазва законите и оскверняването на весталка, Елагабал е трябвало да бъде публично бичуван на форумът, хвърлен в затвора, а след това убит.[2]
- Коелия Конкордия, последната оглавявала ордена.
- Рея Силвия, майката на митичните основатели на Рим – Ромул и Рем.
- Тарпея, която предава Рим на сабините и на чието име е наречена Тарпейската скала.

## Литертура
- Eckstein, Arthur M. Polybius, the Gallic Crisis, and the Ebro Treaty //  Classical Philology 107 (3).   2012. DOI:10.1086/665622. 0009-837X. (на английски)
- Касий, Дион. Римска история //  Книга 80.   Loeb Classical Library, 1927. (на английски)